# Zákolanský potok

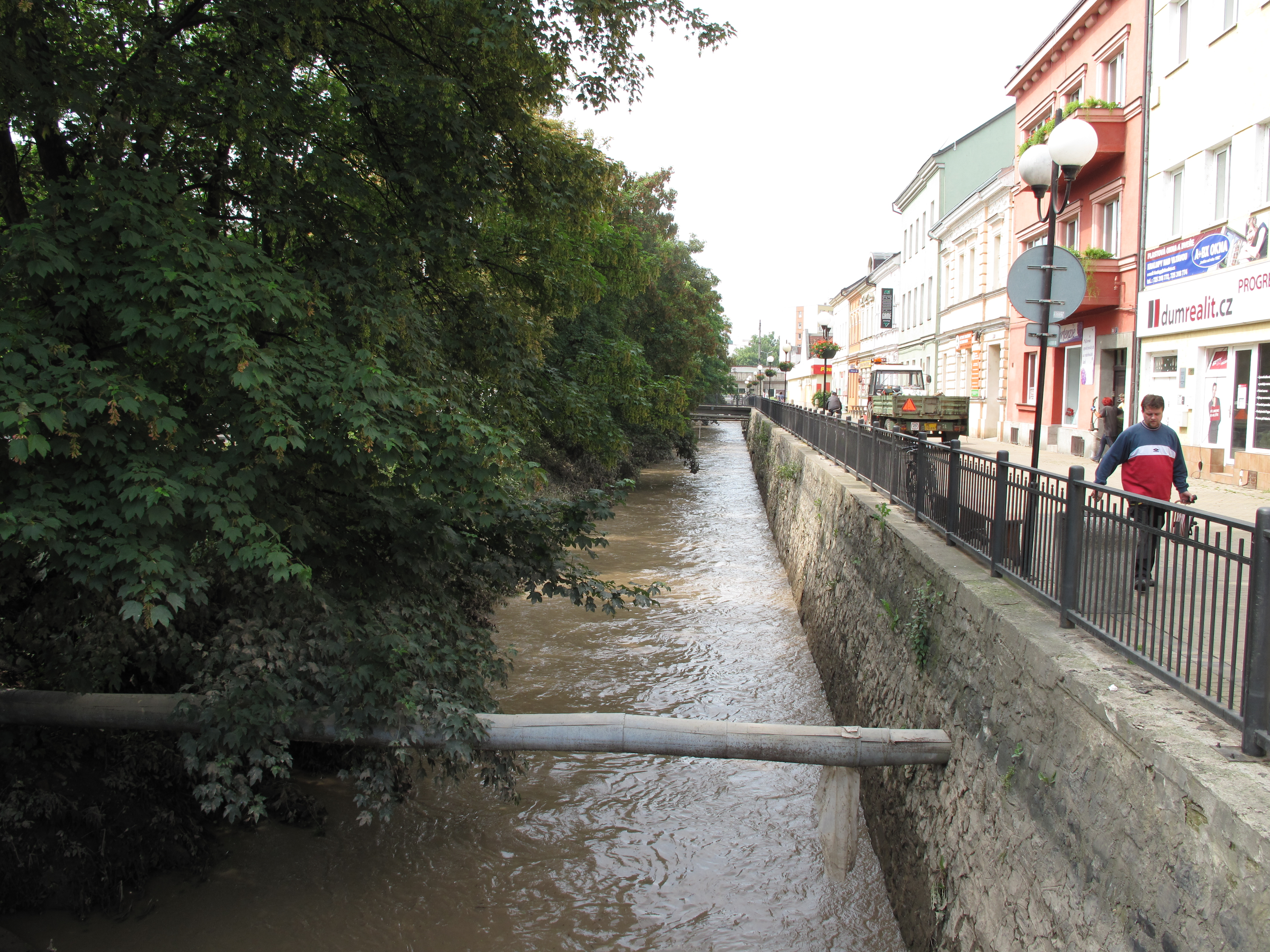
Der Zákolanský potok beim Hochwasser von 2013 in Kralupy nad Vltavou

Der Zákolanský potok, am Oberlauf Dolanský potok, abschnittsweise auch Okořský potok bzw. Mlýnský potok, (deutsch Zakolaner Bach, auch Dollaner Bach) ist ein linker Zufluss der Moldau in Tschechien.

## Verlauf
Der Dolanský potok entspringt am nördlichen Ortsausgang von Pletený Újezd in den Ausläufern der Křivoklátská vrchovina (Pürglitzer Bergland). Seine Quelle befindet sich am östlichen Fuße der Kožová hora (456 m n.m.) an der Bahnstrecke Praha–Chomutov. An seinem Oberlauf fließt der Bach mit östlicher Richtung vorbei an Malé Přítočno und Velké Přítočno auf die Kladenská tabule (Kladnoer Tafelland). In Dolany wendet sich der Dolanský potok nach Nordosten. Sein weiterer Lauf führt vorbei an Peklov, Hostouň, Žákův Mlýn, Běloky, Středokluky und Makrotrasy, wo die Schnellstraße R 7 den seit der Einmündung des Sulovský potok als Zákolanský potok bezeichneten Bach überbrückt. Anschließend fließt der Bach in den Naturpark Okolí Okoře; dort liegen in seinem zunehmend tiefer eingeschnittenen Tal die Orte Kalingrův Mlýn, Velké Číčovice, Malé Číčovice, Okoř mit der Burgruine Okoř, Colorado, Višňovka und Dolský Mlýn. Bei Nový Mlýn überquert die Bahnstrecke Praha–Most den Zákolanský potok auf einem Viadukt. Mit nordwestlicher, später nördlicher Richtung fließt der Bach vorbei an Podholí und Hole; auf diesem Abschnitt wird er bei noch zweimal von der Bahnstrecke Praha–Most überbrückt.
Südöstlich von Kováry ist ein Hang rechts des Zákolanský potok wegen des Vorkommens wärmeliebender Pflanzen seit 1987 als Naturreservat PP Kovárské stráně geschützt. Danach verlässt der Bach den Naturpark Okolí Okoře und fließt vorbei an Kováry, der Burgstätte Budeč und Mozolín durch Zákolany. An seinem Unterlauf über die Perucká tabule (Perutzer Tafelland) nimmt der Zákolanský potok nordöstliche Richtung. Vorbei an Trněný Újezd und Otvovice erreicht der Bach in Minice das Stadtgebiet von Kralupy nad Vltavou. An diesem Abschnitt befinden sich im felsigen Tal des Baches die Naturdenkmale Otvovická skála und Minická skála. Danach fließt der Zákolanský potok vorbei an Mikovice, Sídliště V Zátiší, Sídliště Hůrka und Hostibejk in das Stadtzentrum von Kralupy nad Vltavou, wo die Bahnstrecke Praha–Děčín den Bach überquert. Nach 28,2 km mündet der Zákolanský potok nördlich der Innenstadt von Kralupy nad Vltavou bei Sídliště U Cukrovaru neben der Masaryk-Brücke in die Moldau.
Zwischen Nový Mlýn und Zákolany führt die Bahnstrecke Praha–Most entlang des Zákolanský potok und überbrückt den Bach siebenmal. Ab Zákolany folgt die Bahnstrecke Kladno–Kralupy nad Vltavou seinem Lauf, ab Mikovice auch die Bahnstrecke Kralupy nad Vltavou–Velvary.

## Zuflüsse
- Sulovský potok, auch Dobrovízský potok (r), bei Žákův Mlýn
- Lidecký potok (l), bei Kalingrův Mlýn
- Černovičký potok (r), in Malé Číčovice
- namenloser Bach von Lichoceves (r), bei Okoř im Okořský rybník
- Novomlýnský potok (r), bei Nový Mlýn
- Buštěhradský potok (l), am Haltepunkt Kováry
- Dřetovický potok (l), unterhalb des Haltepunktes Kováry
- Týnecký potok (l), in Zákolany
- Holubický potok (r), unterhalb von Otvovice
- Turský potok (r), in Minice
- Knovizský potok, auch Svatojiřský potok (l), in Kralupy nad Vltavou

## Durchflossene Teiche
- Okořský rybník, bei Okoř